# Поприщин
Аксентий Иванович Попри́щин — литературный персонаж, главный герой повести Николая Гоголя «Записки сумасшедшего».

## История образа Поприщина
Прообраз Поприщина в известной мере восходил от некоторых чиновников в незаконченной комедии Гоголя «Владимир третьей степени»: от чиновников Шнейдера, Каплунова и Петрушевича. Так, например, и некоторые записи имеют связь с этой комедией (например, диалог Шнейдера и Каплунова о немецком театре), а также некоторые выражения (прозвище Шнейдера «проклятая немчура» и «проклятая цапля» в «Записках»). Прослеживается также связь с главным персонажем картины П. Федотова «Свежий кавалер».
Реальным прообразом Поприщина в известной степени был сам Гоголь, инсценируя безумие, когда он учился в Нежинской гимназии. Причины такого поведения не совсем ясны: так, по словам Н. Кукольника, причиной притворства Гоголя стал страх быть высеченным розгами и желание избежать наказания; а по воспоминаниям Т. Г. Пащенко, «безумие» объяснялось намерением Гоголя получить свободное время для литературных занятий.

## Внешний вид Поприщина
У Поприщина довольно своеобразный внешний вид. В «записках» Гоголь явно показывает внешний вид чиновника непривлекательным:
|       | «Взгляни хоть в зеркало на своё лицо, куды тебе думать о том!» |
| [ 2 ] |                                                                |

Ещё хуже его видит собачка Меджи, о чём он «узнаёт», прочитав их «дружескую переписку» :
|  | Мне кажется, если этот камер-юнкер нравится, то скоро будет нравиться и тот чиновник, который сидит у папа в кабинете. Ах, ma chere, если бы ты знала, какой это урод. Совершенная черепаха в мешке… Фамилия его престранная. Он всегда сидит и чинит перья. Волоса на голове его очень похожи на сено. Папа́ всегда посылает его вместо слуги. Софи никак не может удержаться от смеха, когда глядит на него... |
|  | |

Следовательно, Поприщин не имеет сколько-нибудь привлекательной внешности, что не добавляет веса его достоинству в глазах окружающих.

## Образ жизни
Поприщин — образованный, но малокультурный и недалёкий человек. Чтобы подчеркнуть это, Гоголь приводит рассуждение Поприщина при чтении газеты и стихов:
|  |  |  | Читал «Пчелку». Эка глупый народ французы! Ну, чего хотят они? Взял бы, ей-богу, их всех, да и перепорол розгами! Там же читал очень приятное изображение бала, описанное курским помещиком. Курские помещики хорошо пишут. |
|  |  |  | |

|  |  |  | Потом переписал очень хорошие стишки: «Душеньки часок не видя, Думал, год уж не видал; Жизнь мою возненавидя, Льзя ли жить мне, я сказал». Должно быть, Пушкина сочинение. |
|  |  |  | |

Также он любит ходить в театр: 
|  |  |  | Был в театре. Играли русского дурака Филатку. Очень смеялся. Был еще какой-то водевиль с забавными стишками на стряпчих, особенно на одного коллежского регистратора, весьма вольно написанные, так что я дивился, как пропустила цензура, а о купцах прямо говорят, что они обманывают народ и что сынки их дебошничают и лезут в дворяне. Про журналистов тоже очень забавный куплет: что они любят всё бранить и что автор просит от публики защиты. Очень забавные пьесы пишут нынче сочинители. Я люблю бывать в театре. Как только грош заведется в кармане — никак не утерпишь не пойти. |
|  |  |  | |

И прогуливаться:
|  |  |  | После обеда ходил под горы. Ничего поучительного не мог извлечь. |
|  |  |  |                                                                  |

### Служба Поприщина в департаменте, взаимоотношения Поприщина с другими чиновниками и начальством департамента
Поприщин был мелким чиновником (переписывателем бумаг) одного из петербургских департаментов, где дослужился до звания дворянина (о чём он не переставал напоминать окружающим) и ранга титулярного советника. Сам департамент, в котором служил Поприщин — типичное «полусгнившее» учреждение николаевской России, где начальство и вовсе не считало подчинённых за людей, а человеческое к ним обращение не было обязательным: их могли распекать, унижать перед другими чиновниками и т. д., что Гоголь подробно описывает в своих повестях о бедных и незнатных чиновниках («Шинель» и «Записки…»). Самого Поприщина иногда распекает, а иногда просто поругивает начальник отделения, чем Поприщин, естественно, недоволен:
|  |  |  | Признаюсь, я бы совсем не пошел в департамент, зная заранее, какую кислую мину сделает наш начальник отделения. Он уже давно мне говорит: «Что это у тебя, братец, в голове всегда ералаш такой? Ты иной раз метаешься как угорелый, дело подчас так спутаешь, что сам сатана не разберет, в титуле поставишь маленькую букву, не выставишь ни числа, ни номера». Проклятая цапля! он, верно, завидует, что я сижу в директорском кабинете и очиниваю перья для его превосходительства. |
|  |  |  | |

|  |  |  | Разбесил начальник отделения. Когда я пришел в департамент, он подозвал меня к себе и начал мне говорить так: «Ну, скажи, пожалуйста, что ты делаешь?» — «Как что? Я ничего не делаю», — отвечал я. «Ну, размысли хорошенько! ведь тебе уже за сорок лет — пора бы ума набраться. Что ты воображаешь себе? Ты думаешь, я не знаю всех твоих проказ? Ведь ты волочишься за директорскою дочерью! Ну, посмотри на себя, подумай только, что ты? ведь ты нуль, более ничего. Ведь у тебя нет ни гроша за душою. Взгляни хоть в зеркало на своё лицо, куды тебе думать о том!» Черт возьми, что у него лицо похоже несколько на аптекарский пузырек, да на голове клочок волос, завитый хохолком, да держит её кверху, да примазывает её какою-то розеткою, так уже думает, что ему только одному все можно. Понимаю, понимаю, отчего он злится на меня. Ему завидно; он увидел, может быть, предпочтительно мне оказываемые знаки благорасположенности. Да я плюю на него! |
|  |  |  | |

Нужно знать, что из начальства лишь директор департамента относился к Поприщину довольно нормально:
|  |  |  | Да, не нашему брату чета! Государственный человек. Я замечаю, однако же, что он меня особенно любит. |
|  |  |  | |

Поприщин не служил ревностно, в своей работе он не видел своё «поприще» или призвание (в отличие от другого Гоголевского персонажа, Акакия Акакиевича Башмачкина, который служил «с любовью»).
С другими чиновниками у Поприщина каких-либо отношений практически не было. В его записях ни разу не появлялся какой-нибудь чиновник (да и вообще человек), о котором Поприщин отзывался как о своём друге: Поприщин вообще большей частью писал о себе (что и говорит о его сильном самолюбии). Что же касается мнения Поприщина о других чиновниках, то оно было не очень хорошим как в жизненном, так и в культурном плане:
|  |  |  | Что это за бестия наш брат чиновник! Ей-богу, не уступит никакому офицеру: пройди какая-нибудь в шляпке, непременно зацепит. |
|  |  |  | |

|  |  |  | А вот из нашей братьи чиновников есть такие свиньи: решительно не пойдет, мужик, в театр; разве уже дашь ему билет даром. |
|  |  |  | |

Из всего этого следует, что Поприщин был довольно одинок, завышен в самооценке, скрытен и робок, порою унижаем начальником отделения, что постепенно замыкало его в себе, и он постепенно сходил с ума.

### Любовь Поприщина к дочери директора
У Поприщина есть одно дополнение ко всей его «обычной» жизни — любовь. Он безумно любит дочь директора: вспоминает о ней в любой момент, когда ходит в театр, переписывает стихи и т. д., но всегда после этого следует выражение «Эх, канальство! ничего, ничего… молчание». Поприщин очень хочет поговорить с ней, но у него «чёрт возьми, никак не поворачивается язык», а потому он решает узнать о ней другим, более лёгким способом: он спрашивает её собачку Меджи о Софи (именно так звали директорскую дочку), но «хитрая собачонка поджала хвост, съежилась вдвое и вышла тихо в дверь так, как будто бы ничего не слышала», и Поприщин решает отправиться к дому Зверкова, увидеть Фидель, допросить её и перехватить их переписку. Ему это удаётся, и он решается узнать о Софи (ему также очень важно то, как она к нему относится и он надеется, что вскользь писем он и это найдёт). Но помимо, печальной вести о свадьбе, ему становится противно от того, как видит его эта собачка, да и сама Софи. Поприщин впадает в ярость, он думает, что «всё это штуки начальника отделения», словом, выходит из себя. Также Поприщин не довольствуется несовершенством общества, «ведь через то, что камер-юнкер не прибавится третий глаз на лбу». Он никак не может справится с такой несправедливостью и думает, отчего он титулярный советник, а не кто-либо ещё. Когда он в последний раз (окончательно сойдя с ума) видит дочь директора, он, уже вообразив что-то и о ней, говорит ей:
|  |  |  | Счастие вас ожидает такое, какого она и вообразить себе не может, и что, несмотря на козни всех неприятелей, мы будем вместе. |
|  |  |  | |

Из последней записи видно, что в конце концов Поприщин окончательно потерял связь с реальностью и даже любовь к директорской дочери стала лишь как придаток ко всем прочим бредням Поприщина.

## Постепенное схождение Поприщина с ума

### Разговор собачек, их «дружеская переписка» и день 3 декабря
Поприщин страдал бредом величия и параноидной формой шизофрении, которой присущ систематический бред. Поначалу Поприщин вёл себя обыкновенно и думал вполне адекватно, но постепенно у него начинают проявляться признаки сумасшествия: 3 октября с Поприщиным «случается необыкновенное приключение»: он подслушивает разговор собачек Фидель и Меджи (собачки директора департамента) и узнаёт, что и собаки могут говорить и писать. Позднее у Поприщина появляется сильное желание узнать, как живут люди «высшего общества», он пробует поговорить об этом с директором департамента, но у него не получается. Тут его неожиданно «озаряет светом»: он вспоминает разговор собачонок, который услышал на Невском проспекте и уже на следующий день (12 ноября) отправляется к тому дому (дому Зверкова), докуда он выследил Фидель. Допрос собачки у него не получается, но у неё в лукошке он находит связку каких-то бумажек. Посчитав, что это и есть их переписка, Поприщин быстро выбегает из квартиры. На следующий день, он разбирает письма из их «дружеской переписки» (переписка собак была позаимствована Гоголем у Гофмана), где, помимо «собачьих прелестей жизни», находит информацию и о семье директора (например то, что директор получает орденскую ленту). Но относительно своей возлюбленной, Софи, Поприщин узнаёт пренеприятное известие:
|  |  |  | Камер-юнкер теперь у нас каждый день. Софи влюблена в него до безумия. Папа' очень весел. Я даже слышала от нашего Григория, который метет пол и всегда почти разговаривает сам с собою, что скоро будет свадьба; потому что папа' хочет непременно видеть Софи или за генералом, или за камер-юнкером, или за военным полковником… |
|  |  |  | |

Ему это известие — тяжёлый удар в сердце. Но тот факт, что жених — камер-юнкер, ещё больше выводит Аксентия Поприщина из себя, заставляет погружаться его глубже и глубже в свою фантазию:
|  |  |  | Я несколько раз уже хотел добраться, отчего происходят все эти разности. Отчего я титулярный советник и с какой стати я титулярный советник? Может быть, я какой-нибудь граф или генерал, а только так кажусь титулярным советником? Может быть, я сам не знаю, кто я таков. Ведь сколько примеров по истории: какой-нибудь простой, не то уже чтобы дворянин, а просто какой-нибудь мещанин или даже крестьянин, — и вдруг открывается, что он какой-нибудь вельможа, а иногда даже и государь. Когда из мужика да иногда выходит эдакое, что же из дворянина может выйти? Вдруг, например, я вхожу в генеральском мундире: у меня и на правом плече эполета, и на левом плече эполета, через плечо голубая лента — что? как тогда запоет красавица моя?что скажет и сам папа, директор наш? |
|  |  |  | |

Этот день можно посчитать последним шагом Поприщина к безумию: после этого дня ему останется лишь повод, чтобы окончательно сойти с ума и погрузиться в свою фантазию.

### Окончательный отрыв Аксентия Поприщина от реальности
У Поприщина теперь для своей фантазии не хватает лишь одного — узнать, кто же он таков на самом деле. Прочитав 5 декабря газеты, и узнав о странных делах Испании, он долго об этом размышляет:
|  |  |  | Как же может быть престол упразднен? Говорят, какая-то донна должна взойти на престол. Не может взойти донна на престол. Никак не может. На престоле должен быть король. Да, говорят, нет короля, — не может статься, чтобы не было короля. Государство не может быть без короля. Король есть, да только он где-нибудь находится в неизвестности. Он, статься может, находится там же, но какие-нибудь или фамильные причины, или опасения со стороны соседственных держав, как-то: Франции и других земель, заставляют его скрываться, или есть какие-нибудь другие причины. |
|  |  |  | |

Он уже не ходит в департамент (как минимум с 3 Декабря), а вместо этого думает о делах Испании. Эти размышления не оставляют его, он становится более рассеянным. Но в конце концов, его размышлениям приходит неожиданный конец — Поприщин понимает, что король Испании не кто иной, как он сам:
|  |  |  | Сегодняшний день — есть день величайшего торжества! В Испании есть король. Он отыскался. Этот король я. Именно только сегодня об этом узнал я. |
|  |  |  | |

После этого вся реальность окончательно становится ему чужда: теперь он живёт только в своей фантазии.

## Жизнь в Петербурге, в сумасшедшем доме («Испании») и последующая потеря смысла записей

### День «Мартобря 86» и «Королевская мантия» Поприщина
Поприщин, «став королём», не желал и вовсе идти в департамент: он не желал более знать «всю эту канцелярскую сволочь», а потому, когда пришёл экзекутор, Аксентий Поприщин «для шутки пошёл в департамент». Его последний день в департаменте был очень непохожим на предыдущие, так как Поприщин сошёл с ума, да к тому же желал отомстить «канцелярской сволочи», а в первую очередь — начальству:
|  |  |  | Начальник отделения думал, что я ему поклонюсь и стану извиняться, но я посмотрел на него равнодушно, не слишком гневно и не слишком благосклонно, и сел на своё место, как будто никого не замечая. Я глядел на всю канцелярскую сволочь и думал: «Что, если бы вы знали, кто между вами сидит… Господи боже! какую бы вы ералашь подняли, да и сам начальник отделения начал бы мне так же кланяться в пояс, как он теперь кланяется перед директором». Передо мною положили какие-то бумаги, чтобы я сделал из них экстракт. Но я и пальцем не притронулся. Через несколько минут все засуетилось. Сказали, что директор идет. Многие чиновники побежали наперерыв, чтобы показать себя перед ним. Но я ни с места. Когда он проходил чрез наше отделение, все застегнули на пуговицы свои фраки; но я совершенно ничего! Что за директор! чтобы я встал перед ним — никогда! Какой он директор? Он пробка, а не директор. Пробка обыкновенная, простая пробка, больше ничего. Вот которою закупоривают бутылки. Мне больше всего было забавно, когда подсунули мне бумагу, чтобы я подписал. Они думали, что я напишу на самом кончике листа: столоначальник такой-то. Как бы не так! а я на самом главном месте, где подписывается директор департамента, черкнул: «Фердинанд VIII». Нужно было видеть, какое благоговейное молчание воцарилось; но я кивнул только рукою, сказав: «Не нужно никаких знаков подданничества!» — и вышел. |
|  |  |  | |

Далее он пришёл к директорской дочери и сказал ей, «что счастье её ожидает такое, какого она и вообразить себе не может, и что, несмотря на козни неприятелей, они будут вместе». Далее Поприщин бредит о «замужестве женщины и чёрта», а после обличает общество:
|  |  |  | А вот эти все, чиновные отцы их, вот эти все, что юлят во все стороны и лезут ко двору и говорят, что они патриоты и то и сё: аренды, аренды хотят эти патриоты! Мать, отца, бога продадут за деньги, честолюбцы, христопродавцы! |
|  |  |  | |

После Поприщин уже начинает забывать даты или думать, что их вовсе нет (например: Никакого числа. День был без числа.). Также Поприщин ждёт испанских депутатов, а сам тем временем шьёт себе мантию из вицмундира, «который надевал всего два раза». Точный вид «мантии» неизвестен, но известно, что «Мавра вскрикнула, когда он надел её», а также то, что «ножницами была изрезана вся».

### Попадание Поприщина в сумасшедший дом и его первый день там
Понятно, что подобное больше продолжаться не может, и за Поприщиным приходят «испанские депутаты», которые отвозят его в сумасшедший дом, но Поприщин воспринимает это, как прибытие в Испанию. В первый день его пребывания там Поприщин понимает, что «эта Испания — весьма странная земля», с «бритыми грандами» и «странным по обхождениям государственным канцлером», который ударил его палкой по спине. Поприщин, зная, что это «рыцарский обычай при вступлении в высокую должность», вскоре забывает об этом и решает заняться «государственными делами», которые вдобавок смешивают у него всё в голове. Так он путается в географии, воспринимая Китай и Испанию «как одну и ту же землю», а после начинает проявлять «сердечное беспокойство» о Луне, на которую, по сведениям некоего английского химика Веллингтона, «сядет Земля». Это сильно беспокоит Поприщина, и он бежит в «залу государственного совета», чтобы «дать приказ полиции не допустить Земле сесть на Луну». «Бритые гранды» лезут на стенки, чтобы исполнить «монаршее желание Фердинанда VIII» (достать Луну), но в этот момент в залу входит «канцлер». Гранды разбегаются, а Поприщин, «как король», остаётся один. Но канцлер прогоняет его в свою комнату, ударив второй раз палкой по спине. Поначалу Поприщин воспринимает это как народные обычаи, хоть и несколько удивляется их странности.

### «Зверствующаяинквизиция», которой подвергся и сам «Фердинанд VIII»
Но постепенно Поприщин понимает, «что это слишком странная земля — Испания». Поприщина «лечат» не очень хорошими методами: дабы вернуть человека в реальность, они обливают его холодной водою и бьют палкой по спине. Поприщин «таких глупых, бессмысленных обычаев» не понимает, но понимает, что это не к добру. Он уже не имеет прямой связи с реальным миром и думает по-своему, отчего к нему так относятся. Его умозаключение соответствовало его фантазии: «он подвергся инквизиции», а тот, которого он принял за канцлера, «есть главный инквизитор». На вопрос, «как король мог подвергнуться инквизиции», Поприщин тоже находит ответ: это происки Франции и в особенности Полиньяка, которого в свою очередь «водит англичанин».
Теперь Поприщин пытается избежать встреч с «великим инквизитором». Например, «25 Числа» к Поприщину приходил «великий инквизитор», а их встреча была такой:
|  |  |  | Сегодня великий инквизитор пришел в мою комнату, но я, услышавши еще издали шаги его, спрятался под стул. Он, увидевши, что нет меня, начал звать. Сначала закричал: «Поприщин!» — я ни слова. Потом: «Аксентий Иванов! титулярный советник! дворянин!» Я всё молчу. «Фердинанд VIII, король испанский!» Я хотел было высунуть голову, но после подумал: «Нет, брат, не надуешь! знаем мы тебя: опять будешь лить холодную воду мне на голову». Однако же он увидел меня и выгнал палкою из-под стула. Чрезвычайно больно бьется проклятая палка. Впрочем, за все это вознаградило меня нынешнее открытие: я узнал, что у всякого петуха есть Испания, что она у него находится под перьями. Великий инквизитор, однако же, ушел от меня разгневанный и грозя мне каким-то наказанием. Но я совершенно пренебрег его бессильною злобою, зная, что он действует, как машина, как орудие англичанина. |
|  |  |  | |

### Последняя запись
В последней записи отчётливо видно, что Поприщин лишается каких-либо связей с реальностью. Если ранее он был в своей фантазии, которая и пересекалась с реальностью, то в этой записи Поприщин окончательно уходит от всех реалий. Он также несколько идеализируется (на протяжении всей повести, но именно в конце окончательно), мечтая увидеть мать и пронестись к ней через «тройку быстрых, как вихорь, коней». Так он претерпевает свою последнюю душевную метаморфозу и, казалось бы, действительно идеализируется, но фраза «А знаете ли, что у алжирского дея под самым носом шишка?» позволяет читателю понять, что, несмотря на некоторую идеализацию, Поприщин остался сумасшедшим, даже умалишённым.

## Внутренний мир Поприщина

### До сумасшествия
До сумасшествия у Поприщина был свой внутренний мир, который, по словам Вересаева, постоянно претерпевал внутренние изменения. Так, Гоголь попробовал идеализировать простого бедного и незнатного чиновника.
Поприщин и в самом деле большой идеалист. Он, несмотря на неприязнь к многим чиновникам, всё же чтит тех, кто выше генеральского чина. Он любит директорскую дочь и та снисходительно улыбается, видя его поведение. Он же, настолько близко воспринимает это к сердцу (и переосмысливает) всё это на свой лад. Поприщин всё больше и больше идеализирует её и её образ (подобный пример идеализации был у Гоголя также в Невском проспекте, когда бедный художник Пискарёв в совершенном упоении и забвении пошёл вслед за красивой брюнеткой). Его нерешительность и робость не дают ему ни малейшей возможности поговорить с нею, и он вспоминает о собачке Меджи и те «письма», которые та писала к Фидель. Прочитав эти письма и узнав не только то, что она находит его «черепахой в мешке», но и факт свадьбы, он окончательно теряется. Он принимает первую «метаморфозу»: он не хочет верить в то, что чин важен, но другая мысль — мысль «Отчего я титулярный советник?» всё больше и больше терзает Поприщина. Он ищет своё неведомое поприще, также задает почти гамлетовский «проклятый» вопрос, обращенный чуть ли не к Богу и сродни воплю Иова, вопрос о предназначении человека и отведенном ему на всю жизнь, неведомо почему, «месте», «поприще». Он больше не может так жить. Тревожные вести из Испании окончательно подрывают его пошатнувшееся самосознание и он окончательно сходит с ума, понимая, что он — король Испании.

### После окончательного сумасшествия (после «43 апреля 2000 года»)
После окончательного сумасшествия Поприщин претерпевает ещё одну метаморфозу. Назначив себя испанским королём, Поприщин воплощает образ гуманного, добродетельного правителя; избавляется от честолюбивых амбиций, заявляя собратьям-чиновникам: «Не нужно никаких знаков подданничества!» Безумие подталкивает Поприщина к постижению сущностных законов жизни. Например, он обнаруживает трагикомический разрыв между скрытым духовным зерном человека и его чином, на фоне вечности оказывающимся иллюзорным.
Так, анекдотическую ситуацию Гоголь превращает в высокую трагедию: безумный Поприщин с подлинно королевским достоинством встречает страдания, заслуженно предназначенные, по его убеждению, Фердинанду VIII; терпит насилие и унижения от «испанских депутатов», везущих его в карете к испанским границам «так шибко», от «канцлера», ударившего его «два раза палкою по спине» и на деле оказавшегося «великим инквизитором». Поприщину выбривают голову, льют на неё холодную воду. В финале он предстает в образе христианского мученика (по гипотезе В.Воропаева и И.Виноградова, повесть первоначально называлась «Записки сумасшедшего мученика»), вступившегося за «нежную и непрочную луну», прескверно сработанную в Гамбурге дураком бочаром, положившим «смоляной канат и часть деревянного масла, и оттого по всей земле вонь страшная, так что нужно затыкать нос». Защищая «нежный шар» луны от Земли, что непременно сядет на луну, Поприщин собирает Государственный совет с бескорыстным и гуманным намерением спасти луну и обитающие на ней человеческие носы. При виде «канцлера» «бритые гранды», ловившие луну по стенкам, разбегаются, а Поприщин, «как король, остался один», получая удар палкой. Образ Поприщина претерпевает последнюю метаморфозу: сумасшедший вырастает в мудреца, заново воссоединяющего расколотый мир, в гениального художника, одержимого сострадательной любовью к вселенной и человечеству, размыкающего узы сознания и материи, преодолевающего пространство и время с помощью тройки «быстрых, как вихорь, коней», летящих в небо. Поприщин, таким образом, обретает истинное поприще: пройдя через страдания, он открывает в собственной личности неисчерпаемые духовные богатства.

## Оценка «Записок сумасшедшего» и самого Поприщина критиками
Критика отнеслась положительно к новой повести Гоголя. Так, по мнению Сенковского, «в них были те же достоинства, что и в забавной истории поручика Пирогова. Правда было бы лучше, если бы „Записки сумасшедшего“ соединялись какой-либо идеею» («Библиотека для чтения», 1835, февраль).
Гораздо ярче и глубже оказался отзыв Белинского (в статье «О русской повести и повестях Гоголя»): «Возьмите „Записки сумасшедшего“, этот уродливый гротеск, эту странную, прихотливую грезу художника, эту добродушную насмешку над жизнию и человеком, жалкою жизнию, жалким человеком, эту карикатуру, в которой такая бездна поэзии, такая бездна философии, эту психическую историю болезни, изложенную в поэтической форме, удивительную по своей истине и глубокости, достойную кисти Шекспира: вы ещё смеетесь над простаком, но уже ваш смех растворен горечью; это смех над сумасшедшим, которого бред и смешит, и возбуждает сострадание». — Повторил этот свой отзыв Белинский и в рецензии (1843 года) на «Сочинения Николая Гоголя»: «Записки сумасшедшего» — одно из глубочайших произведений…"